# Ахмат-Юрт
Ахма́т-Юрт (до 2019 года — Центаро́й; чечен. Ахьмад-Йурт, Хоси-Йурт) — село в Курчалоевском районе Чеченской Республики. Административный центр  Ахмат-Юртовского сельского поселения.

## География
Село расположено по обоим берегам реки Мичик, в 15 км к северо-востоку от районного центра — Курчалой и в 52 км к юго-востоку от города Грозный.
Ближайшие населённые пункты: на севере — посёлок Ойсхара и село Верхний Нойбер, на востоке — село Аллерой, на юге — село Гансолчу, на северо-западе — село Иласхан-Юрт, на юго-западе — село Джигурты, на западе — село Бачи-Юрт.

## История

### Основание
Основателем села является Хоса Умаханов, представитель тайпа цонтарой, потомок цонтароевцев, основавших в XVIII веке село Ойсхар.

### Кавказская война
Во время восстания в 1840 году под предводительством имама Шамиля чеченцы, живущие в сёлах, расположенных по северному склону Качкалыкского хребта, в том числе и Ойсхара, внимая призыву наиба Мичикского наибства, Шуайба-муллы Цонтароевского (председатель Совета Страны, наиб Мичикского виллаята 1840—1844 гг.), покинув свои дома, поселились в сёлах, расположенных на левом берегу реки Мичик. Об этом в архивных документах говорится, что:

Шуаип-мулла находится с 200 чел. в Батаюрте и отрядил от себя по 10 чел. в Ойсунгур, Горячеводск и в Кошгельды.— Из журнала военных действий Чеченского отряда. С 14 по 21 мая 1840 г.
В другом документе сообщается, что Шуайб-мулла явился к Шамилю: 

 … и предложил свои услуги к поднятию тех деревень, которые жили по Качкалыковскому хребту и колебались в принесение покорности Шамилю; получив на это согласие последнего, он отправился с небольшим числом конных и удачно исполнил данное ему поручение, склонил помянутые деревни бежать за Мичик.— Рапорт генерал-адъютанта Нейдгардта военному министру Чернышеву 20 ноября 1843 г.
Хоса из Ойсхары переселился в Оки-Юрт (ныне является одним из кварталов села Бачи-Юрт). Из Оки-Юрта Хоса приблизительно в 1841—1842 годах, заложив свой хутор, переселился южнее нынешнего Хоси-Юрта, в ущелье речки Пхоне, которая является левым притоком реки Мичик. Хоса находился в дружеских отношениях с Шуайбом-муллой Цонтароевским и принимал участие в знаменитом походе Шуайба-муллы на Кизляр. Также находился в дружеских отношениях с наибом Мичика Эски (Мичикским) Хулхулинским (руководил Мичикским виллаятом с 1852—1857 гг..) Вскоре их дружба переросла в родство в результате женитьбы старшего сына Хосы на дочери Эски.
После занятия Чечни русскими войсками власти начали процесс укрупнения населённых пунктов, объединяя мелкие аулы, а также переселяя жителей мелких хуторов с одновременной ликвидацией этих хуторов. Делалось это для облегчения управленческой деятельности, так как надзор за многочисленными хуторами, зачастую состоящими из одного или нескольких хозяйств, возникших в ходе Кавказской войны и рассыпанных по всей Чечне, практически был невозможен. Кавказское наместничество для более эффективного управления над вновь покоренным населением привлекало наиболее авторитетных лиц из числа местного населения. Именно таким лицом оказался Хоса сын Умахана. Так как царская сторона оговорила заранее необходимое количество семей, которых необходимо было собрать (не менее шестидесяти), а жителей близлежащих хуторов было меньше этой цифры, Хоса пригласил представителей тайпа цонтарой из числа людей, с которыми поддерживал дружеские и родственные отношения, из соседних сёл Бачи-Юрт и Оки-Юрт и с разрешения представителей царской власти, стянув жителей близлежащих хуторов, в 1859 году основал на левом берегу реки Мичик село Хоси-Юрт (Центарой). Хоса с момента основания села в течение 18 лет занимал должность старшины Центароя (Хоси-Юрта). Во время своего посещения села Центарой (Хоси-Юрт) Шейх Кунта-Хаджи гостил у Хосы.
В силу сложившихся обстоятельств Хоса Умаханов оказался в рядах Чеченского Конно-Иррегулярного полка, который был сформирован в январе 1877 года. 12 апреля 1877 года началась Русско-турецкая война (1877—1878), и Чеченский Конно-Иррегулярный полк был переброшен на Восточный фронт. После демобилизации, по одной из версий, Хоса Умаханов, был назначен старшиной села Нойбера.
Потомками Хосы Умаханова являются представители следующих фамилий — Адалаевы, Бачаловы, Пашаевы, Тамаговы, Хосаевы.

### В 1944 г.
В период с 1944 по 1958 года, после депортации чеченцев и ингушей и упразднения Чечено-Ингушской АССР, село носило название Красноармейское,
и было заселено выходцами из Левашинского района Дагестана.

### Атаки боевиков на Центарой
В мае 2005 года со стороны боевиков предпринята попытка вооружённого нападения на Центарой.
29 августа 2010 года на село было совершено повторное нападение.

### Переименование
21 мая 2019 года сход местных жителей села принял решение о переименовании населённого пункта в Ахмат-Юрт — в честь президента Чеченской Республики Ахмата Кадырова. 12 июля 2019 г. решение было поддержано Парламентом ЧР. 27 августа 2019 г. оно было утверждено Распоряжением Правительства РФ.

## Население
| 1990  | 2002  | 2010  | 2012  | 2013  | 2014  | 2015  |
| ----- | ----- | ----- | ----- | ----- | ----- | ----- |
| 3607  | ↗5658 | ↗7115 | ↗7297 | ↗7518 | ↗7712 | ↗7948 |
| 2016  | 2017  | 2018  | 2019  | 2020  | 2021  | 2023  |
| ↗8124 | ↗8317 | ↗8549 | ↗8731 | ↗8913 | ↘8778 | ↗9055 |
| 2024  |       |       |       |       |       |       |
| ↗9206 |       |       |       |       |       |       |

Национальный состав
По данным Всероссийской переписи населения 2010 года:
| Народ   | Численность, чел. | Доля от всего населения, % |
| ------- | ----------------- | -------------------------- |
| чеченцы | 7 092             | 99,68 %                    |
| другие  | 23                | 0,32 %                     |
| всего   | 7 115             | 100,00 %                   |

## Инфраструктура
В селе открыта школа хафизов.
Построена мечеть имени Абдул-Хамида Кадырова.
Имеется Центороевская средняя общеобразовательная школа № 1 им. Первого Президента Чеченской Республики Ахмат-Хаджи Кадырова.
Действуют детский сад № 1 и детский сад № 2.